# Christian Luerssen
Christian Luerssen est un botaniste brêmois, né le 6 mai 1843 et mort le 28 juin 1916.
Il enseigne à l’Institut botanique de Königsberg (aujourd’hui Kaliningrad). En 1917, une partie de son herbier est donné par Otto Bjurling au Muséum suédois d'histoire naturelle.

## Liste partielle des publications
- 1894 : Beiträge zur Kenntnis der Flora West-und Ostpreussens. I-III. - Bibliotheca Botanica. 6 (28) : 1-58, pl. I-XXIII (Stuttgart).

## Source
- (en) Biographie du Muséum suédois d'histoire naturelle